# Нова Олександрівка (Конотопський район)
Нова́ Олекса́ндрівка — село в Україні, у Конотопському районі Сумської області. Населення становить 214 осіб. До 2020 орган місцевого самоврядування — Михайлівська сільська рада.

## Географія
Село Нова Олександрівка розташоване неподалік від витоків річки Чаша. На відстані до 1.5 км розташовані села Михайлівка та Дяківка.
По селу тече струмок, що пересихає із загатами.

## Історія
- За даними на 1862 рік у власницькому селі Путивльського повіту Курської губернії мешкало 392 особи (200 чоловіків та 192 жінки), налічувалось 31 дворове господарство[1].
- Станом на 1880 рік у колишньому власницькому селі Клепальської волості мешкало 516 осіб, налічувалось 91 дворове господарство[2].
- Село постраждало внаслідок геноциду українського народу, проведеного урядом СССР 1932—1933 та 1946–1947 роках, встановлено смерті не менше 7 людей[3].
- 12 червня 2020 року, відповідно до розпорядження Кабінету Міністрів України № 723-р «Про визначення адміністративних центрів та затвердження територій територіальних громад Сумської області», село увійшло до складу Буринської міської громади[4].
- 19 липня 2020 року, в результаті адміністративно-територіальної реформи та ліквідації Буринського району, увійшло до складу новоутвореного Конотопського району[5].